# 城市之星航空
城市之星航空（英語：City Star Airlines）是總部位於英國蘇格蘭阿伯丁的航空公司，以冰島的國內航空航空營運許可證營運，提供來往蘇格蘭和挪威的定期航班及包機服務。

## 歷史

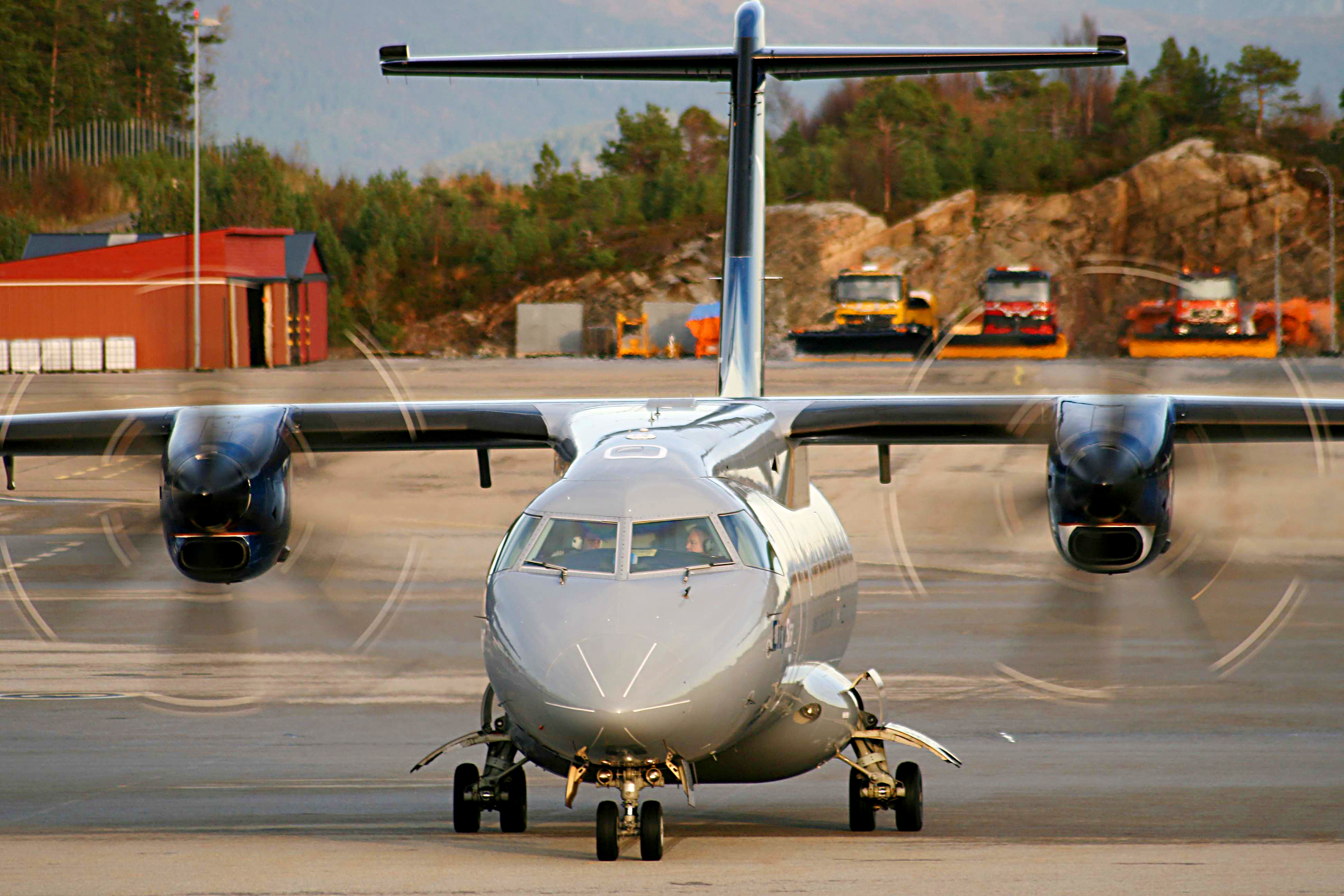
城市之星航空的多尼爾328-110

城市之星航空在2005年3月28日執行首架商業航班，由蘇格蘭阿伯丁往奧斯陸。2007年9月1日，城市之星航空宣佈其控股公司購入喀里多尼亚航空工程（Caledonian Airborne Engineering），在阿伯丁和泰恩河畔纽卡斯尔機場提供飛機工程，維修和地勤服務。
2008年1月30日，航空公司宣佈停止營運至另行通知。

## 目的地
城市之星航空提供以下城市的定期航班服務：

### 挪威
- 奥勒松 （奥勒松維格拉機場（英语：Ålesund Airport, Vigra））
- 卑爾根 （卑爾根弗萊斯蘭機場）
- 克里斯蒂安松 (克里斯蒂安松克文貝特機場（英语：Kristiansund Airport, Kvernberget））
- 奧斯陸 （奥斯陆加勒穆恩机场）
- 斯塔萬格 （斯塔萬格索拉機場（英语：Landsflug））

### 英國
- 蘇格蘭阿伯丁 （阿伯丁机场）

### 荷蘭
- 格罗宁根 （格罗宁根埃尔德机场（英语：Groningen Airport Eelde））

## 機隊
城市之星航空並非註冊航空公司，因此沒有以航空公司之名註冊的飛機，其飛機均租借自姊妹公司國內航空。至2007年9月，城市之星航空營運以下機型：
- 4架多尼爾328-110